# Ampelisca brevisimulata
Ampelisca brevisimulata is een vlokreeftensoort uit de familie van de Ampeliscidae. De wetenschappelijke naam van de soort is voor het eerst geldig gepubliceerd in 1954 door Jerry Laurens Barnard.